# Kościół Podwyższenia Krzyża Świętego i Niepokalanego Poczęcia Najświętszej Maryi Panny w Gdyni
Kościół Podwyższenia Krzyża Świętego i Niepokalanego Poczęcia Najświętszej Maryi Panny w Gdyni – rzymskokatolicki kościół parafialny należący do parafii pod tym samym wezwaniem (dekanat Gdynia-Śródmieście archidiecezji gdańskiej).
Obecna świątynia została wzniesiona na miejscu wcześniejszej spalonej w 1945 roku w wyniku działań wojennych. Poprzednia budowla była drewniana, miała formę baraku i nosiła wezwanie Podwyższenia Krzyża Świętego. W dniu 8 grudnia 1947 roku nowy kościół został poświęcony przez księdza biskupa Kazimierza Józefa Kowalskiego, ordynariusza diecezji chełmińskiej.  Wówczas świątynia otrzymała drugie wezwanie: Niepokalanego Poczęcia Najświętszej Maryi Panny.
Obecnie kościół jest rozbudowywany, ze względu na brak miejsc dla wiernych